# Lucrezia Borgia (film 1990)
Lucrezia Borgia o Le Castellane è un film del 1990, diretto dal regista Lorenzo Onorati, sul personaggio di Lucrezia Borgia.

## Trama
Il giovane Amleto vaga nel suo castello, indeciso se avere o no dolci approcci sessuali con le sue fanciulle, considerato che ha già rapporti amorosi con sua sorella Lucrezia Borgia (Lucia Prato).
Dopo che il consorte, già cagionevole di cuore, muore a causa dei rapporti sessuali con la cameriera Giovanna (Giovanna Chicco), Lucrezia si consola con un rapporto a tre assieme ad un marchesino. Poco dopo Beatrice D'Este (Carmen Di Pietro) istituisce lo Ius Primae Noctis e incita un maniscalco allo stupro di una vergine. Lucrezia uccide, trama ed avvelena gli amanti, compreso il Conte Sciarra, con del vino guasto.
Nel frattempo Beatrice partecipa a orge, ha rapporti sessuali con diversi personaggi e seduce un messo papale dopo averlo accolto nuda in letto. Infine è accusata di tradimento e bandita dai territori pontifici, ma viene stuprata dagli sgherri del Papa lungo il tragitto.

## Accoglienza

### Critica
(Il mito di Lucrezia Borgia nell'età contemporanea, atti del convegno nazionale di studi, 2003, p. 201.)
(Lucrezia Borgia (aka Le Castellane), su cineraglio.it.)
In relazione al personaggio di Beatrice d'Este:
(Giulia Cacopardo, La duchessa coi tacchi a stiletto, Ethos Edizioni, p. 5.)